# Broken Bones
Broken Bones é uma banda punk formada em 1983 na Inglaterra.

## Discografia

### Álbuns
- Dem Bones (1984 Fall Out Records)) (#5)
- Live at the 100 Club (1985)
- Bonecrusher (1985 Combat Core)
- F.O.A.D (1987 Fall Out Records)
- Losing Control (1987 Heavy Metal Recordings)
- Stitched Up (1991 Rough Justice)
- Without Conscience (2001 Rhythm Vicar)
- Time For Anger, Not Justice (2004  Dr. Strange Records)
- Fuck You And All You Stand For (2009 Rodent Popsicle Records)

### EPs
- I..O..U....Nothing (1984 AG 0035 Aggressive Rock Produktionen)
- Trader in Death (1987 Heavy Metal Recordings) (#21)

### Singles
- "Decapitated" (1983 Fall Out Records) (#10)
- "Crucifix" (1983 Fall Out Records) (#12)
- "Seeing Through My Eyes" (1985 Fall Out Records) #6
- "Never Say Die" (1986 Fall Out Records) #23
- "Religion is Responsible" (1992 Heavy Metal Records)
- "No One Survives" (2003 Dr. Strange Records)
- "Death walks the streets" (2009 Dr. Strange Records)

### Compilações
- Decapitated (1987 Fall Out Records)
- Brain Dead (1992, Rough Justice)
- Complete Singles (1996 Cleopatra Records)
- Bone Club, The Very Best of (2010, Jungle Records)